# Gamă muzicală
Gama muzicală este o serie de note muzicale selectate într-un mod specific dintre notele unei octave.

## Notele unei octave

Locul notelor pe portativ in octava C4.

## Gama majoră

## Gama minoră

### Transpoziția

Primele 4 masuri din Sonata K.545 in Do Major de Mozart in diferite transpoziții.

### Modulația

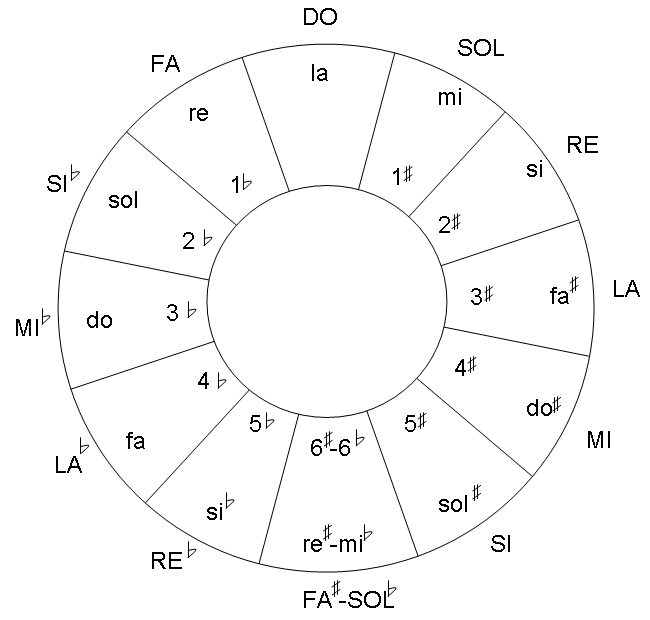
Cercul cvintelor ilustrează relațiile între diferite game. De obicei gamele majore sunt aranjate în exteriorul cercului mare (tonica indicată aici cu litere mari), iar cele minore relative alături, în interior (cu litere mici). Lângă cercul mic sunt numărul și felul alterațiilor care corespund fiecărei game. De exemplu, gamele Si Major și sol diez minor (ambele la ora 5 pe cerc) au același număr de alterații (cinci diezi). Între game vecine pe circumferință cercului se trece schimbând o singură alterație. De exemplu, între gama Si major (la ora 5 pe cerc) și Mi major (la ora 4 pe cerc) se trece renunțând la un diez. Gamele Fa diez major (6 diezi) și Sol bemol major (6 bemoli), ambele la ora 6, sunt identice în temperamentul egal.

## Alte game muzicale
